# Les Monts d'Aunay
Les Monts d'Aunay est une commune nouvelle française située dans le département du Calvados en région Normandie créée le 1er janvier 2017 par la fusion de sept anciennes communes : Aunay-sur-Odon, Bauquay, Campandré-Valcongrain, Danvou-la-Ferrière, Ondefontaine, Le Plessis-Grimoult et Roucamps qui sont devenues ses communes déléguées.
La commune est peuplée de 4 664 habitants.

## Géographie

### Description
Le Sentier de grande randonnée GR221c Passe dans la commune.

### Hydrographie
La commune est située dans le bassin Seine-Normandie. Elle est drainée par la Druance, l'Odon, le ruisseau de Cresme, le ruisseau des Parcs, le Roucamps, le ruisseau des Vaux, le Vieux Ruisseau, la Douvette, le cours d'eau 01 de la Bourgeonnerie, le fossé 01 des Chesnaies, le ruisseau de Vory, le fossé 01 de la Tourpinière, le fossé 05 du Buisson, le fossé 01 de la Ruaudière, le fossé 01 du Passeux, le fossé 01 de sur le Mont, la Bayle, le fossé 01 de la Pierre Druidique, le fossé 12 de la Vallée, le fossé 01 du Hamel aux Cerfs, le ruisseau de la Chaine, le fossé 02 du Pied du Bois, le cours d'eau 01 de la commune d'Aunay-sur-Odon, le fossé 01 de la Bénardière, le ruisseau du Val Boquet et divers autres petits cours d'eau,.
La Druance, d'une longueur de 31 km, prend sa source dans la commune  et se jette  dans le Noireau à Condé-en-Normandie, après avoir traversé cinq communes. 

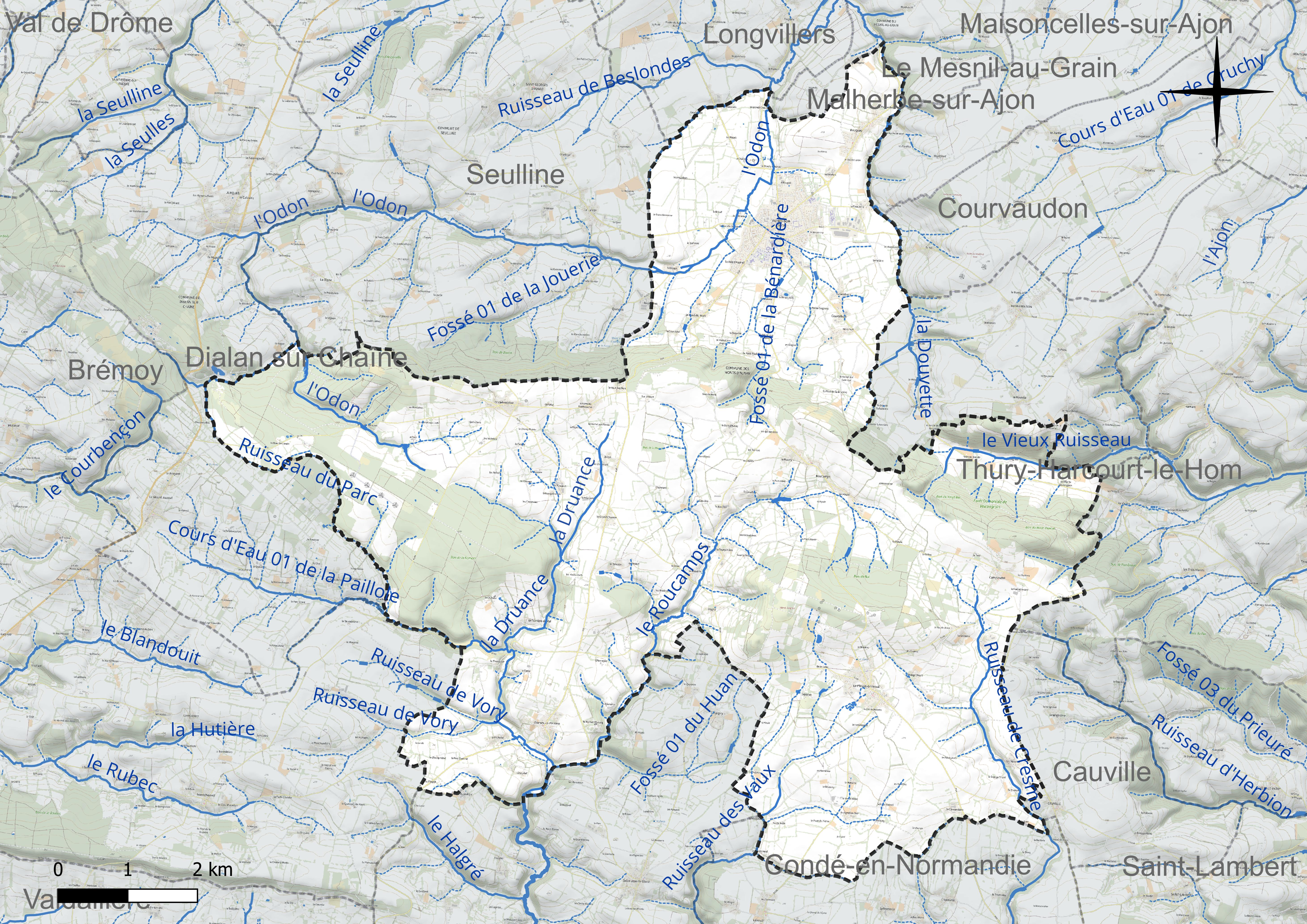
Réseau hydrographique des Monts d'Aunay.

L'Odon, d'une longueur de 47 km, prend sa source dans la commune  et se jette  dans l'Orne à Fleury-sur-Orne, après avoir traversé 20 communes. 
Le ruisseau de Cresme, d'une longueur de 11 km, prend sa source dans la commune  et se jette  dans la Druance à Condé-en-Normandie, après avoir traversé quatre communes. 

### Climat
Pour des articles plus généraux, voir Climat de la Normandie et Climat du Calvados.
En 2010, le climat de la commune est de type climat océanique franc, selon une étude du CNRS s'appuyant sur une série de données couvrant la période 1971-2000. En 2020, Météo-France publie une typologie des climats de la France métropolitaine dans laquelle la commune est exposée à un climat océanique et est dans la région climatique Normandie (Cotentin, Orne), caractérisée par une pluviométrie relativement élevée (850 mm/a) et un été frais (15,5 °C) et venté. Parallèlement le GIEC normand, un groupe régional d'experts sur le climat, différencie quant à lui, dans une étude de 2020, trois grands types de climats pour la région Normandie, nuancés à une échelle plus fine par les facteurs géographiques locaux. La commune est, selon ce zonage, exposée à un « climat contrasté des collines », correspondant au Bocage normand, bien arrosé, voire très arrosé sur les reliefs les plus exposés au flux d'ouest, et frais en raison de l'altitude.
Pour la période 1971-2000, la température annuelle moyenne est de 10,4 °C, avec  une amplitude thermique annuelle de 12,3 °C. Le cumul annuel moyen de précipitations est de 832 mm, avec 12,9 jours de précipitations en janvier et 7,9 jours en juillet. Pour la période 1991-2020, la température moyenne annuelle observée sur la station météorologique la plus proche, située sur la commune de Seulline à 4 km à vol d'oiseau, est de 11,3 °C et le cumul annuel moyen de précipitations est de 992,2 mm,. Pour l'avenir, les paramètres climatiques de la commune estimés pour 2050 selon différents scénarios d'émission de gaz à effet de serre sont consultables sur un site dédié publié par Météo-France en novembre 2022.

## Urbanisme

### Typologie
Au 1er janvier 2024, Les Monts d'Aunay est catégorisée bourg rural, selon la nouvelle grille communale de densité à 7 niveaux définie par l'Insee en 2022.
Elle appartient à l'unité urbaine des Les Monts d'Aunay, une unité urbaine monocommunale constituant une ville isolée,. Par ailleurs la commune fait partie de l'aire d'attraction de Caen, dont elle est une commune de la couronne,. Cette aire, qui regroupe 296 communes, est catégorisée dans les aires de 200 000 à moins de 700 000 habitants,.

### Projets d'aménagement
Les Monts d'Aunay ont été retenus en avril 2021 par le programme gouvernemental des « Petites villes de demain » destiné aux villes de moins de 20 000 habitants afin de les aider à se redynamiser et à poursuivre leur transition écologique, tout en améliorant les conditions de vie de chacun. Le plan guide de cette opération a été approuvé par le conseil municipal en juillet 2022 et prévoit  d'agir, pendant au moins une quinzaine d'années, sur huit secteurs spécifiques : la rue de Villers, le bas de la rue de Caen, la « trame verte » (entrée de la ville depuis Villers-Bocage, jusqu'au rond-point de Bauquay), la rue du 12 juin, le parvis du collège Charles Lemaître, les voies secondaires (la rue traversière, et les contours de la place du marché, de l'église et de l'Hôtel de ville), la place du marché et le place de l'Hôtel de ville.
Ce programme comprend une opération de revitalisation du territoire (ORT) conventionnée entre l'Etat, l'intercommunalité et la ville destiné à moderniser le centre-ville et de le rendre plus attractif, en particulier au niveau commercial.

### Habitat et logement
| Logements                                        | Nombre en 2008 | % en 2008 | nombre en 2013 | % en 2013 | nombre en 2019 | % en 2019 |
| ------------------------------------------------ | -------------- | --------- | -------------- | --------- | -------------- | --------- |
| Total                                            | 1 961          | 100 %     | 2 198          | 100 %     | 2 261          | 100 %     |
| Résidences principales                           | 1 753          | 89,4 %    | 1 940          | 88,3 %    | 1 975          | 87,4%     |
| → Dont HLM                                       | 322            | 18,4 %    | 328            | 16,9 %    | 321            | 16,2 %    |
| Résidences secondaires et logements occasionnels | 67             | 3,4 %     | 56             | 2,6 %     | 72             | 3,2 %     |
| Logements vacants                                | 141            | 7,2 %     | 201            | 9,2 %     | 213            | 9,4 %     |
| Dont :                                           |                |           |                |           |                |           |
| → maisons                                        | 1 417          | 72,3 %    | 1 650          | 75,1 %    | 1 712          | 75,7 %    |
| → appartements                                   | 525            | 26,8 %    | 533            | 24,3 %    | 537            | 23,7 %    |

## Toponymie
Les élus des communes dont la fusion devaient former la commune nouvelle ont préféré le nom de Les Monts d'Aunay à celui de Aunay-en-Pré-Bocage.
Ce nom rappelle que la commune est au pied des premiers monts du Massif armoricain, sur la rivière l'Odon.
Le toponyme d'Aunay est attesté sous la forme castellum Alnei en 1142. Il est issu du latin Alnus, « aulne ».
En 1895, Aunay devient Aunay-sur-Odon.
Le nom de la commune ne prend pas de trait d'union.

## Histoire
La commune est créée le 1er janvier 2017 par un arrêté préfectoral du 26 septembre 2016, par la fusion de sept communes, sous le régime juridique des communes nouvelles instauré par la loi no 2010-1563 du 16 décembre 2010 de réforme des collectivités territoriales. Les communes d'Aunay-sur-Odon, Bauquay, Campandré-Valcongrain, Danvou-la-Ferrière, Ondefontaine, Le Plessis-Grimoult et Roucamps deviennent des communes déléguées et Aunay-sur-Odon est le chef-lieu de la commune nouvelle.

## Politique et administration

### Rattachements administratifs et électoraux
La commune se trouve  dans l'arrondissement de Vire du département du Calvados.
Pour les élections départementales, la commune fait principalement partie du  canton des Monts d'Aunay. Toutefois, le territoire de l'ancienne commune du Plessis-Grimoult sont restés rattachés au canton de Condé-en-Normandie lors de la création de la commune nouvelle. Le Conseil municipal a demandé en 2022 que la commune soit rattachée en totalité au canton des Monts d'Aunay.
Pour l'élection des députés, elle fait partie de la sixième circonscription du Calvados.

### Intercommunalité
La commune est le siège de la communauté de communes Pré-Bocage Intercom, un  établissement public de coopération intercommunale (EPCI) à fiscalité propre créé en 2017 et auquel la commune a transféré un certain nombre de ses compétences, dans les conditions déterminées par le code général des collectivités territoriales.
Cette intercommunalité a été créée par la fusion des communautés de communes Villers-Bocage Intercom (sans Hottot-les-Bagues et Lingèvres qui intègrent la communauté de communes Seulles Terre et Mer) et Aunay-Caumont Intercom.

### Tendances politiques et résultats
Lors du premier tour des élections municipales de 2020 dans le Calvados, la liste menée par Christine Salmon obtient la majorité absolue des suffrages exprimés, avec 884 voix (57,03 %, 25 conseillers municipaux élus dont 7 communautaires), devançant largement celle menée par  Patrick Saint-Lô  (666 voix, 42,96 %, 6 conseillers municipaux élus dont 2 communautaires).
Lors de ce scrutin marqué par la Pandémie de Covid-19 en France, 48,14 % des électeurs se sont abstenus.
Lors du second tour de l'élection présidentielle de 2022, la candidate RN Marine Le Pen  arrive en tête avec 51,21 % des suffrages exprimés (1 182 voixx, devançant ainsi dans la commune ainsi le candidat élu Emmanuel Macron (LREM), qui a recuiilli 1 126 voix (48,79 %). Lors de ce scrutin, 23,19 % des électeurs se sont abstenus, 4,22 % des votants ont mis un bulletin blanc dans l'urne et 1,05 % un bulletin nul,.

### Liste des maires
| Période         | Période                       | Identité         | Étiquette | Qualité |
| --------------- | ----------------------------- | ---------------- | --------- | --- |
| 13 janvier 2017 | mai 2020                      | Pierre Lefèvre   | DVD       | Ancien directeur d'école Maire d'Aunay-sur-Odon (1988 → 2001 et 2013 → 2016) Président de la CC Aunay-Caumont-Intercom (2003 → 2016)                                   |
| mai 2020        | En cours (au 22 juillet 2022) | Christine Salmon | SE-DVD    | Gestionnaire administrative et commerciale Maire (2008 → 2016) puis maire déléguée (2017 → 2020) de Roucamps Vice-présidente de l'union amicale des maires du Calvados |

### Communes déléguées
Les anciennes communes fusionnées au sein des Monts d'Aunay en sont devenues ses communes déléguées, dotées d'un maire qui est, pour la mandature 2020-2026 : 
- Aunay-sur-Odon : Nicolas Baray, cadre dans les finances publiques, chargé des relations de proximité, avec les associations, de l'animation de territoire, du développement économique et durable) ;
- Bauquay : Gilles Leconte, commercial et maire sortant, chargé des finances ;
- Campandré-Valcongrain : Dominique Mairie, agriculteur et maire sortant, chargé des compétences eau et assainissement ;
- Danvou-la-Ferrière : Irène Bessin, retraitée de l'artisanat, chargée du cadre de vie ;
- Ondefontaine : Jean-Noël Dumas, agriculteur et maire sortant, chargé des travaux ;
- Le Plessis-Grimoult : Lydie Olive, mère au foyer et adjointe sortante, chargée des affaires scolaires ;
- Roucamps : Nathalie Tasserit, mère au foyer et adjointe sortante, chargée des affaires sociales et du CCAS.

| Nom                    | Code Insee | Intercommunalité          | Superficie (km2) | Population (dernière pop. légale) | Densité (hab./km2) |
| ---------------------- | ---------- | ------------------------- | ---------------- | --------------------------------- | ------------------ |
| Aunay-sur-Odon (siège) | 14027      | CC Aunay Caumont Intercom | 12,74            | 3 168 (2021)                      | 249                |
| Bauquay                | 14056      | CC Aunay Caumont Intercom | 1,79             | 303 (2014)                        | 169                |
| Campandré-Valcongrain  | 14128      | CC Aunay Caumont Intercom | 6,57             | 105 (2014)                        | 16                 |
| Danvou-la-Ferrière     | 14219      | CC Aunay Caumont Intercom | 11,51            | 169 (2014)                        | 15                 |
| Ondefontaine           | 14477      | CC Aunay Caumont Intercom | 15,26            | 351 (2014)                        | 23                 |
| Le Plessis-Grimoult    | 14508      | CC Condé Intercom         | 16,15            | 336 (2014)                        | 21                 |
| Roucamps               | 14544      | CC Aunay Caumont Intercom | 5,41             | 235 (2014)                        | 43                 |

### Instances de démocratie participative
Les Monts d'Aunay se sont dotés de l'Union des jeunes des Monts d'Aunay (UJMA), composé d'enfants âgés de 11 à 17 ans, qui habitent ou sont scolarisés aux Monts d'Aunay, et qui y siègent pour deux ans. L'union a élu en mars 2021 sa nouvelle maire des jeunes, ainsi que ses deux adjoints,.

### Distinctions et labels
En 2022, Les Monts d'Aunay est labellisée « Patrimoine de la Reconstruction en Normandie » pour la période 2022-2026, comme l'ont été  Caen, Le Havre, Saint-Lô, Flers, Trévières ou Saint-Hilaire-du-Harcouët.

## Équipements et services publics
Une maison de services au public aide les personnes à utiliser les services numériques des administrations à Aunay-sur-Odon.
Un marché a lieu le samedi matin à Odon-sur-Aunay.

### Eau et déchets
Les réseaux d'addiction d'eau potable d'Aunay-sur-Odon mis en place après la Seconde Guerre mondiale sont réhabilités en 2021/2022.
Les eaux usées y sont traitées à la station d'épuration d'Aunay-sur-Odon.

### Enseignement
Les enfants des Monts d'Aunay sont scolarisés dans l'école primaire Pierre-Lefèvre, dotée d'un centre de loisir et réhabilité en 2022, ainsi qu'à l'école maternelle Daniel Burtin. Ils disposent d'une cantine scolaire.
Ils poursuivent leurs études au collège Charles-Lemaître d'Aunay-sur-Odon, qui, à la rentrée 2021, compte 406 élèves,.

### Équipements culturels
Le cinéma Le Paradisio est installé à Aunay-sur-Odon, ainsi qu'une bibliothèque.

### Postes et télécommunications
Le bourg d'Aunay-sur-Odin dispose d'un bureau de poste. Une agence postale communale se trouve Plessis-Grimoult.
Une antenne relais 3G et 4G installée en 2022  permet une connexion efficace des habitants aux réseaux de télécommunication.

### Équipements sociaux et de santé
Le  centre hospitalier d'Aunay-sur-Odon a fusionné le 1er janvier 2018 avec celui de Bayeux, formant ainsi le Centre hospitalier Aunay-Bayeux (CHAB), dont il constitue désormais une antenne,.
Une maison de retraite, l'EHPAD Beauséjour, est implantée dans la commune. Agrandi en 2021, il peut désormais accueillir 110 résidents.
La maison d'accueil spécialisée (MAS) la Clairière accueille des personnes handicapées,.

### Justice, sécurité, secours et défense

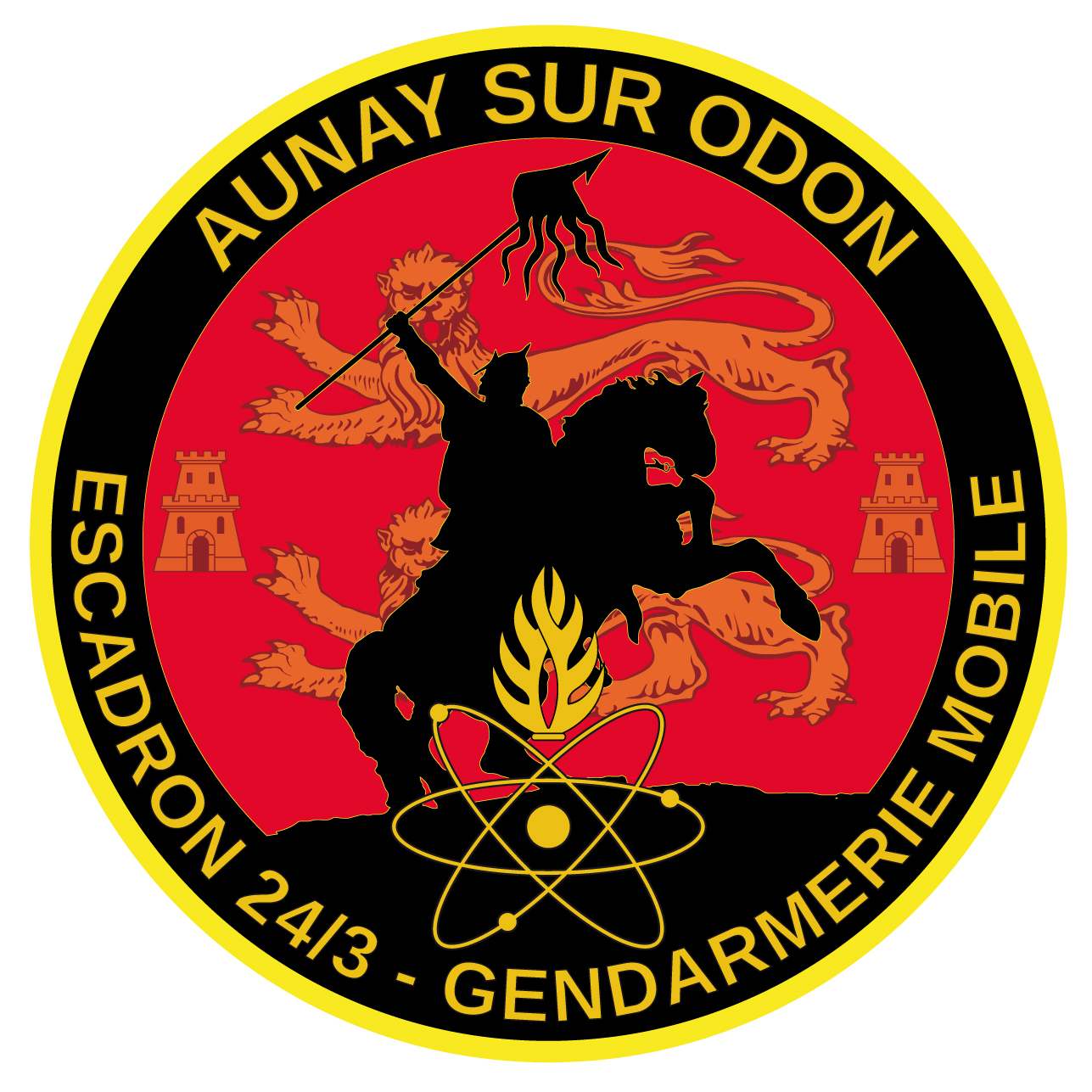
L'écusson de l'escadron de gendarmerie mobile 24/3.

Un escadron du groupement II/3 de Gendarmerie mobile, l'EGM 24/3 (spécialisé dans l'escorte de matière nucléaire d'origine civile), est caserné à Aunay-sur-Odon, ainsi qu'une brigade de gendarmerie départementale. Vétustes, ses installations et logements pourraient être reconstruits.
Un centre de secours de sapeurs -pompiers se trouve à Aunay-sur-Odon et protège les environs. Vétuste, un nouveau centre de secours a été construit a l'entrée de la ville et inauguré le 7 avril 2023.

## Population et société

### Démographie
La population des anciennes communes puis de la commune nouvelle est connue par les recensements menés régulièrement par l'Insee. Ces chiffres concernent le territoire de l'actuelle commune nouvelle.
En 2025, la commune comptait 4 664 habitants.
| 1968  | 1975  | 1982  | 1990  | 1999  | 2008  | 2013  | 2015  | 2016  |
| ----- | ----- | ----- | ----- | ----- | ----- | ----- | ----- | ----- |
| 4 406 | 4 090 | 4 157 | 3 983 | 4 069 | 4 288 | 4 761 | 4 740 | 4 704 |

| 2017  | 2018  | 2022  | - | - | - | - | - | - |
| ----- | ----- | ----- | - | - | - | - | - | - |
| 4 669 | 4 634 | 4 664 | - | - | - | - | - | - |

### Manifestations culturelles et festivités
Le premier festival des fanfares d'Aunay-sur-Odon a eu lieu fin juin 2022, rassemblant 300 musiciens. Elle avait été initialement prévue  en 2020 afin de célébrer les 140 ans de l'Union Musicale d'Aunay-sur-Odon, mais remportée en raison de la crise sanitaire générée par la pandémie de Covid-19.
La 5e étape de la 40e édition du Tour de Normandie a pris le départ aux Monts d'Aunay le 25 mars 2022.

### Sports et loisirs
- Union Sportive d'Aunay-sur-Odon.
- Élan Judo Club de l'Odon (EJCO), club sportif qui dispose d'un dojo et qui, en 2022,  compte 66 licenciés et 7 licenciés à l'Entente Judo Bocage[84].

- En 2021, l'école de musique du Pré-Bocage (EMPB) enseigne la musique à 232 élèves avec 13 enseignants dans deux sites situés à Villers-Bocage et Aunay-sur-Odon[85].

L'association du cinéma Paradiso d'Aunay-sur-Odon anime depuis 2007 ce cinéma,.
- L'Amicale de pêche de la Butte Valsoux gère  l'étang communal d'Aunay-sur-Odon et en fédère les pêcheurs[88]. De fréquents lâchers de truites y sont organisés, ainsi que des concours. On y trouve également des carpes, gardons et goujons.

## Culture locale et patrimoine

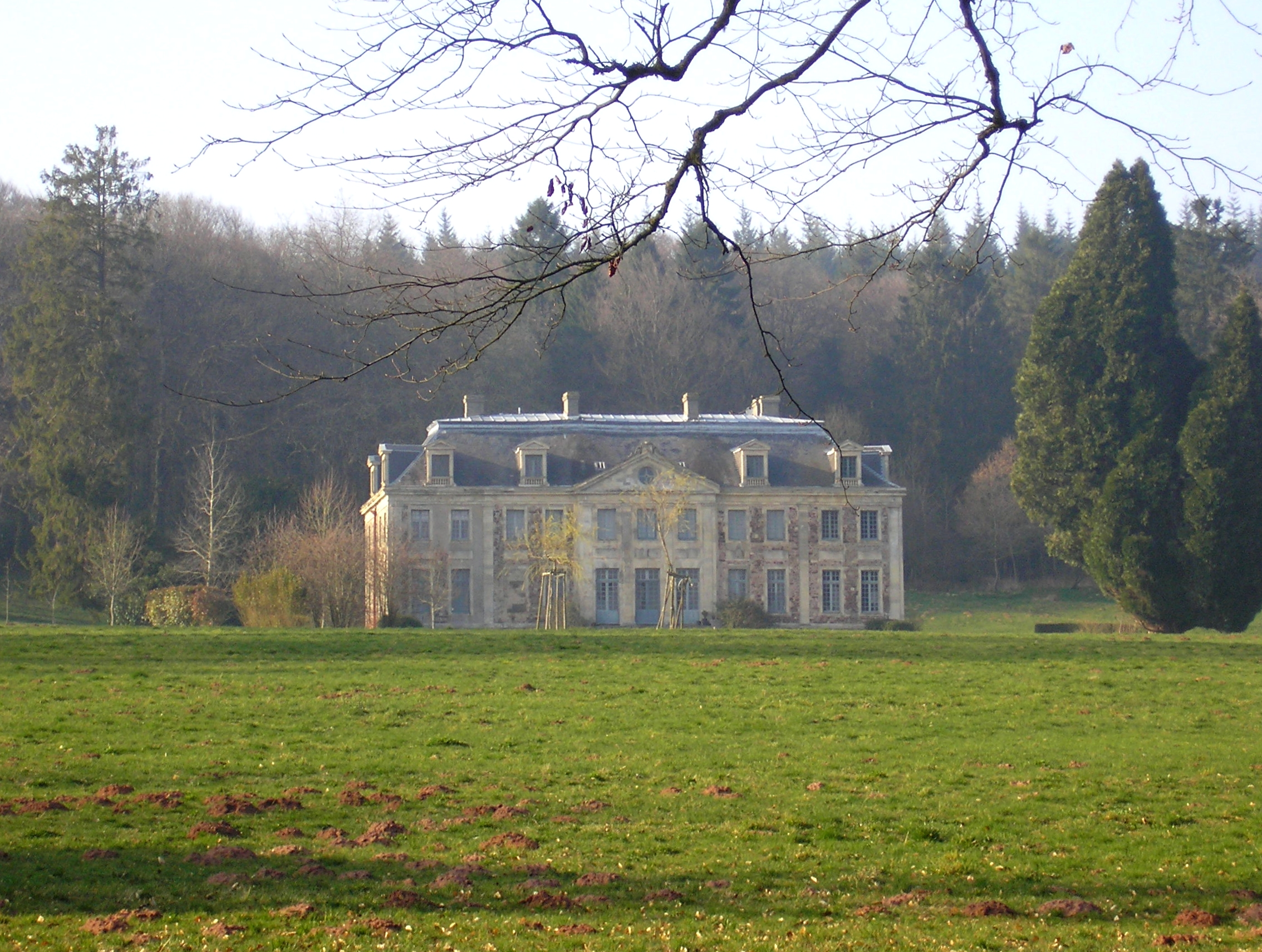
Le château La Ferrière.

### Lieux et monuments
- Prieuré du Plessis-Grimoult.
- Le Mont Pinçon, situé au Plessis-Grimoult, est le point culminant du Calvados avec ses 365 m d'altitude, et l'un des plus hauts points du quart nord-ouest de la France, juste après le Mont des Avaloirs en Mayenne et les Monts d'Arrée en Bretagne. Il est l'un 57 espaces naturels sensibles du département du Calvados qui exerce son droit de préemption sur une centaine d'hectares. Il permet de nombreuses randonnées, et l'on y voit également des ruines de bunkers allemands de la Seconde Guerre mondiale où « des antennes destinées à la communication avaient été installées[89] ».
- Émetteur du mont Pinçon, installé en 1956, comprenant un pylone culminant à 578 m d'altitude.
- Abbaye Notre-Dame d'Aunay.

### Personnalités liées à la commune
- Anaïs Bescond, biathlète française faisant partie de l'équipe de France militaire de ski, championne olympique 2018, née à Aunay-sur-Odon en 1987)[90],[91].